# Licencja wirusowa
Licencja wirusowa – licencja, którą stosuje się do wszelkiego rodzaju dzieł pochodnych. Ponieważ słowo „wirusowa” jest odbierane raczej negatywnie, proponowane jest używanie określenia „wzajemna” (ang. reciprocal, np. Reciprocal Public License).
Wiele z licencji wirusowych jest zaprojektowanych z myślą o promowaniu darmowych materiałów, jednak nie wszystkie licencje opierają się na tej zasadzie. Przykładowo, licencja Creative Commons CC-nc-sa ogranicza komercyjne użycie utworu oraz jego dzieł pochodnych.
Charakterystyki niektórych licencji typu Copyleft pokrywają się częściowo z licencjami wirusowymi, ale same nie muszą być licencjami wirusowymi. Dla przykładu użycie biblioteki na licencji LGPL może, ale nie musi wymagać wydania dzieła pochodnego na licencji LGPL.